# Windhalm
Windhalm (Apera) ist eine Pflanzengattung innerhalb der Familie der Süßgräser (Poaceae). Die etwa fünf Arten sind in Eurasien weitverbreitet.

## Beschreibung

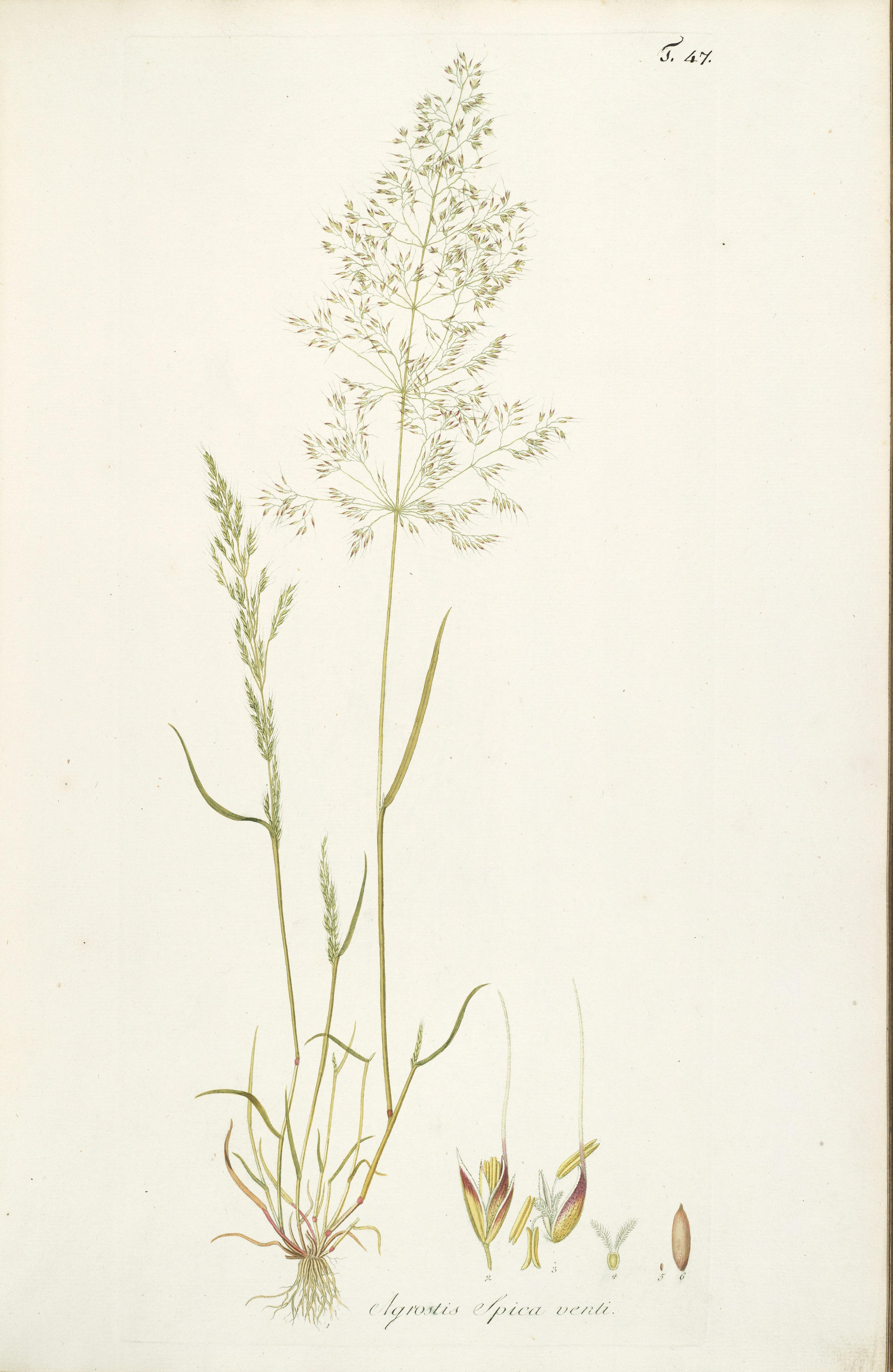
Illustration des Gemeinen Windhalm (Apera spica-venti)

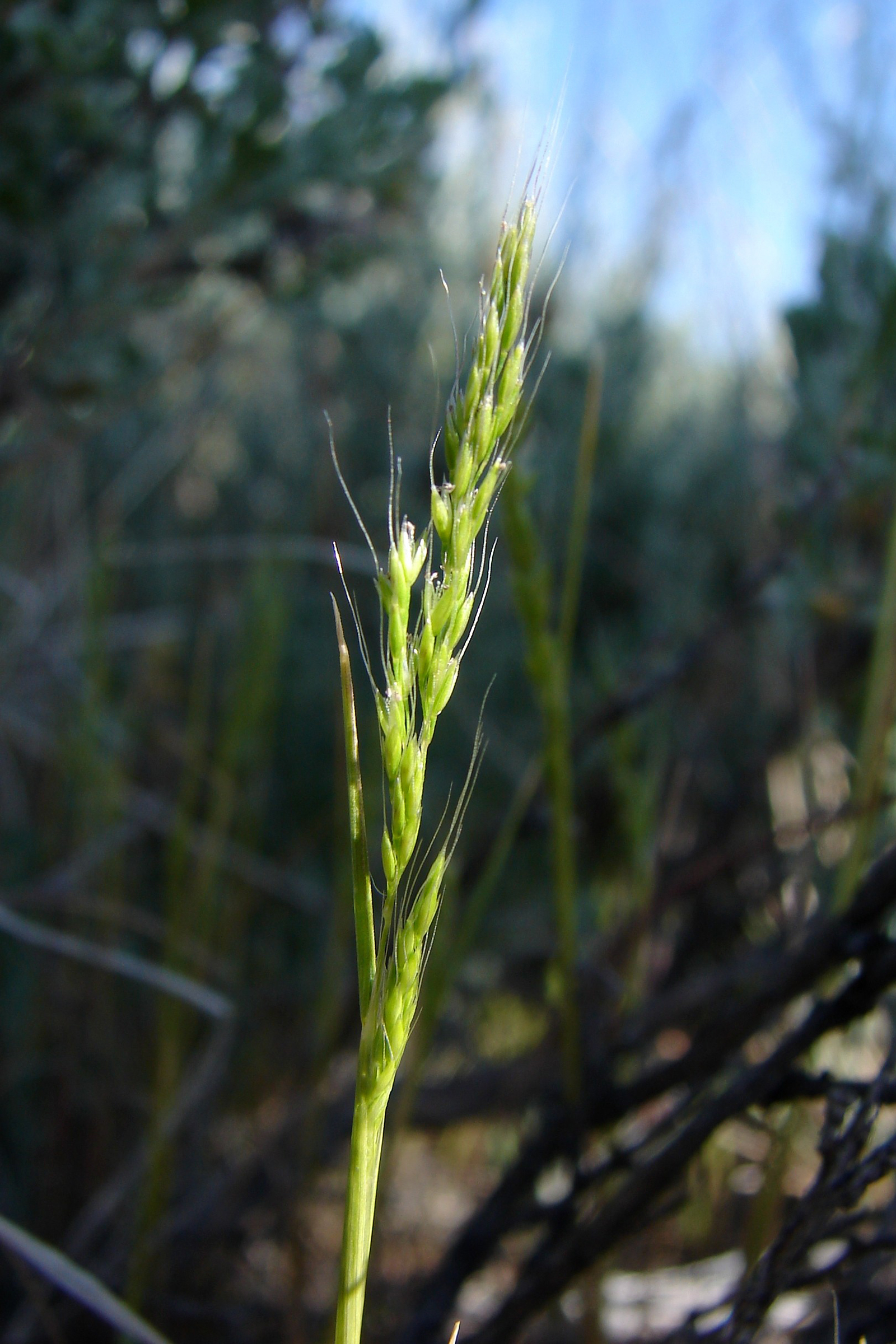
Blütenstand des Unterbrochenen Windhalm (Apera interrupta)

In Europa, Zentralasien und Nord-West Afrika ist insbesondere der Gemeine Windhalm  (Apera spica venti) im Wintergetreide verbreitet. Eine Pflanze kann bis zu 10 000 Samen erzeugen und ist starker Kulturpflanzen-Konkurrent um Licht und Nährstoffe.

### Vegetative Merkmale
Die Arten der Gattung Windhalm sind einjährige krautige Pflanzen, die in „Büscheln“ oder als einzelne Halme wachsen. Die glatten, kahlen Halme sind in zwei bis vier Knoten gegliedert und erreichen Wuchshöhen von 10 bis 100 Zentimetern. Die Blattspreiten sind in der Knospenlage gerollt und später flach ausgebreitet.

### Generative Merkmale
Die rispigen Blütenstände sind „zusammengezogen“ und dicht oder locker und weit ausgebreitet. Die Ährchen sind einblütig. Die zwei Hüllspelzen sind untereinander etwas verschieden und sind spitz oder sie laufen in eine bis 3 Millimeter lange Granne aus. Die Deckspelzen sind fünfnervig, auf dem Rücken begrannt, zur Reifezeit verhärtet und deutlich fester als die Hüllspelzen; ihre Granne ist nicht gekniet. Die Vorspelze ist zweinervig und zweispitzig. Es sind drei Staubblätter vorhanden.

## Systematik und Verbreitung
Die Gattung Apera wurde 1763 durch Michel Adanson in Familles des Plantes, 2, Seite 495 aufgestellt. Der Gattungsname Apera geht auf das griechische Wort aperos für „unverstümmelt“ zurück. Ein Synonym für Apera Adans. ist Anemagrostis Trin.
Die Gattung Apera ist mit der Gattung Agrostis nahe verwandt. Von Agrostis unterscheidet sich Apera dadurch, dass die Ährchenachse über den Ansatz des Ährchens hinaus verlängert ist.
Die Gattung Apera ist Europa über Sibirien sowie Zentralasien bis Pakistan und von Makaronesien bis Nordwestafrika weitverbreitet.
Es gibt etwa fünf Arten:
- Apera baytopiana Dogan: Dieser Endemit kommt nur in der türkischen Provinz Muğla vor.[2]
- Apera intermedia Hack.: Sie kommt von der Türkei bis zum nördlichen Iran vor.[2]
- Unterbrochener Windhalm[3] (Apera interrupta (L.) P.Beauv.): Er ist von Europa bis zum westlichen Pakistan und Nordwestafrika weitverbreitet.[2] Er ist in Mitteleuropa selten, im Rheinland eingebürgert, sonst nur eingeschleppt, er ist in Nordamerika ein Neophyt und häufiger als Apera spica-venti.
- Gemeiner Windhalm[3] (Apera spica-venti (L.) P.Beauv.): Er ist von Europa bis Sibirien, Mittelmeerraum bis zum nordwestlichen Iran und Makaronesien weitverbreitet.[2] Es ist häufiges „Unkraut“ im Wintergetreide.
- Apera triaristata Dogan: Dieser Endemit kommt nur in der türkischen Provinz Denizli vor.[2]